# Brückenseite
Als Brückenseite, englisch doorway page (auch jump page, Satellitenseite oder Spiegelseite genannt), bezeichnet man für Suchmaschinen optimierte Internetseiten, die selbst keinen Nutzen bringen, sondern lediglich als Zwischenseiten dienen, um auf die eigentliche Website weiterzuleiten. Erreicht man eine solche Seite nach einem Mausklick auf ein Werbemittel, spricht man von Landingpage.
Eine Brückenseite hat folgende Merkmale:
- sie bietet Suchmaschinen Schlüsselwörter an
- sie fungiert nur als Zwischenseite
- sie leitet Besucher auf die Hauptseiten weiter

Durch die Brückenseiten kann eine Suchmaschinenoptimierung vorgenommen werden, ohne dass die Inhalte der eigentlichen Website verändert werden müssen. Die Seiten werden mit Schlüsselwörtern gespickt, unter denen sie bzw. die verlinkten Seiten in Suchmaschinen gefunden werden sollen. Ziel der Websitebetreiber ist es dabei, ihren „Footprint“ in den Suchergebnissen zu vergrößern, d. h. mehrere Suchergebnisse führen über unterschiedliche Brückenseiten zur gleichen Website. Die Brückenseiten werden dabei etwa auf verschiedene Regionen oder Städte ausgerichtet, ohne entsprechenden regionalen Content zu bieten. Teilweise führen Brückenseiten den Nutzer auch auf Zielseiten, die mit seiner Suchanfrage gar nichts mehr zu tun haben.
Brückenseiten werden oft durch Skripte oder Programme automatisch in großen Mengen erzeugt. Diese klassische Form der Brückenseite wird von den größeren Suchmaschinen oft erkannt und als Manipulationsversuch bewertet. Dies kann zum Ausschluss aus dem Suchmaschinen-Index führen, so wurde beispielsweise 2006 BMW von Google ausgeschlossen.